# Thomas Jordan (Leichtathlet)
Thomas Michael Jordan (* 15. März 1949 in Aachen) ist ein ehemaliger deutscher Leichtathlet.

## Sportliche Laufbahn
1970 wurde Thomas Jordan in Berlin Deutscher Meister über die 400 Meter in 45,4 s. Er gewann bei den Europameisterschaften 1971 in Helsinki mit der bundesdeutschen 4-mal-400-Meter-Staffel in der Zeit von 3:02,9 min. die Goldmedaille (weitere Staffelläufer: Horst-Rüdiger Schlöske, Martin Jellinghaus und Hermann Köhler). Im 400-Meter-Lauf dieser Europameisterschaften belegte er Platz fünf in 46,0 s. 
Jordan gehörte dem Sportverein Bayer 04 Leverkusen an. In seiner aktiven Zeit war er 1,79 m groß und wog 68 kg. Seine persönlichen Bestzeiten betrugen über 200 Meter 20,9 s und über 400 Meter 45,4 s.

## Ehrungen
Thomas Jordan erhielt am 15. Mai 1972 das Silberne Lorbeerblatt.